# Penn Orji
Penn Ikechukwu Orji (Lagos, 4 april 1991) is een Nigeriaans voetballer die bij voorkeur als middenvelder speelt. Sinds 2015 speelt hij bij Shillong Lajong.

## Erelijst

### MetEast Bengal FC
| Competitie                  | Winnaar | Winnaar    | Runner-up | Runner-up |
| Competitie                  | Aantal  | Jaren      | Aantal    | Jaren     |
| --------------------------- | ------- | ---------- | --------- | --------- |
| Nationaal                   |         |            |           |           |
| Federation Cup (beker)      | 2x      | 2010, 2012 | 1x        | 2011      |
| IFA Shield (beker)          | 1x      | 2012       | 1x        | 2013      |
| Indiase Supercup (supercup) | 1x      | 2011       |           |           |
| I-League                    |         |            | 1x        | 2012      |

### MetMohammedan SC
| Competitie         | Winnaar | Winnaar | Runner-up | Runner-up |
| Competitie         | Aantal  | Jaren   | Aantal    | Jaren     |
| ------------------ | ------- | ------- | --------- | --------- |
| Nationaal          |         |         |           |           |
| IFA Shield (beker) | 1x      | 2014    |           |           |

### Persoonlijk
Opgenomen in het FPAI Elftal van het Jaar: 2012